# تفسير سورة المسد لابن تيمية (كتاب)
تفسير سورة المسد، كتاب عبارة عن رسالة صغيرة ألفها أحمد بن عبدالحليم بن عبدالسلام ابن تيمية تناولت تفسير سورة المسد من القرآن الكريم، فسرها ابن تيمية معتمدا على القرآن والسنة وأقوال السلف، كما عمد إلى ذكر أقوال العلماء والترجيح بينها إن كانت مختلفة.

## نبذة عن الكتاب
الكتاب عبارة عن رسالة صغيرة للعالم المسلم ابن تيمية، تناولت تفسير سورة المسد من القرآن الكريم. وتعد هذه السورة من السور القصيرة فهي تحتوي على خمس آيات، فسره ابن تيمية معتمدا على القرآن والسنة وأقوال السلف، كما عمد إلى ذكر أقوال العلماء والترجيح بينها إن كانت مختلفة. وقد اعتمد على منهج تفسير القرآن بالقرآن، وقد قرر المؤلف في كتبه الأخرى أن تفسير القرآن بالقرآن من أصح طرق التفسير، يقول: «فإن قال قائل: فما أحسن طرق التفسير؟ فالجواب: أن أصح الطرق في ذلك أن يفسر القرآن بالقرآن». وتفسير القرآن بالسنة، يقول فيه ابن تيمية: «فإن أعياك ذلك فعليك بالسنة فإنها شارحة للقرآن وموضحة له»،  ومن ذلك شرحه لقوله: {وَمَا كَسَبَ} [المسد: 2]، فقد شرحه بأن معناه: يتناول ولده، كما قال النبي صلى الله عليه وسلم: «إن أطيب ما أكل الرجل من كسبه، وإن ولد الرجل من كسبه».:59 وتفسير القرآن بأقوال السلف من الصحابة والتابعين.:26-31 وتفسير القرآن بلغة العرب وأساليب كلامها.:26-31 والترجيح بين أقوال المفسرين، فإنه يذكر عدة أقوال في تفسير الآية الواحدة ويناقشها ويرجح منها ما ترجحه الأدلة. :26-31 كما أثبت الآيات حسب قراءة أبي عمرو، لأنها القراءة المنتشرة في الشام.

## موضوعات الكتاب
بدأ المؤلف الكتاب بذكر من نزلت فيه السورة، وأنه: أبو لهب عبد العزى بن عبد المطلب، وهو عم الرسول محمد صلى الله عليه وسلم ، والسورة أنزلت أيضا في أم جميل بنت حرب بن أمية.:55 وذكر في هذه المقدمة أن الله لم ينزل القرآن في ذم أحد من الكفار بالنبي محمد صلى الله عليه وسلم  باسمه إلا أبو لهب. :57 ثم ذكر المؤلف سبب نزول السورة، فذكر قصة إنذار الرسول محمد صلى الله عليه وسلم  لقومه بعد أن جمعهم وبين لهم أنه رسولٌ مرسَلٌ من عند الله، فقال له أبو لهب: تبًّا لك، ألهذا جمعتنا؟ فأُنزلت السورة.:58 ثم بدأ في تفسير سورة المسد كلمة كلمة.

## طبعات وتحقيقات الكتاب
طبع الكتاب بتحقيق الدكتور: عبد الرحمن بن حسن قائد، مع زيادات على التفسير لشمس الدين محمد بن محمد ابن المحب المقدسي، وهو من إصدارات مركز تفسير للدراسات القرآنية. الطبعة الأولى، 2015م/1436هـ.